# Neivamyrmex coeca
Neivamyrmex coeca är en myrart som först beskrevs av Buckley 1867.  Neivamyrmex coeca ingår i släktet Neivamyrmex och familjen myror. Inga underarter finns listade i Catalogue of Life.